# Chumbicha
Chumbicha – miasto w Argentynie, w prowincji Catamarca, w departamencie Capayán.
Według danych szacunkowych na rok 2010 miejscowość liczyła 4 531 mieszkańców.